# Gerd Heidemann
Gerd Heidemann (Altona, 4 december 1931 – Hamburg, 9 december 2024) was een Duitse oorlogsjournalist van de  Stern die valse dagboeken van Adolf Hitler kocht voor de Stern.

## Oorlogsjournalist
Heidemann was oorlogsjournalist en bracht verslag uit van Biafra, Angola, Mozambique, Burundi, Guinee-Bissau, Oeganda en Kongo.
In 1965 kreeg Heidemann de eerste prijs van World Press Photo in de categorie "fotoreportages" voor zijn reportage over Kongo.
In 1970 redde hij het leven van oorlogsverslaggever Randy Braumann tijdens de opstand van Zwarte september.

## Carin IIen Edda Göring
Op 28 januari 1973 kocht Heidemann voor 160.000 Duitse Mark het aan de weduwe Emmy Göring teruggeven luxejacht Carin II, dat van Hermann Göring was geweest. Heidemann leerde zo Edda Göring, dochter van Hermann Göring, kennen en de twee werden vijf jaar lang een koppel. Heidemann liet het jacht restaureren op de Hamburgse werf Günther Lütje en investeerde daar tot 1985 een miljoen Duitse Mark in. Omdat Heidemann over geen vaarbrevet beschikte, lag het jacht in de Billwerder Bucht van Hamburg-Rothenburgsort voor anker. Op de Carin II ontving het koppel onder meer de voormalige SS-generaals Karl Wolff en Wilhelm Mohnke.

## Mexico
Op basis van zijn onderzoek naar B. Traven publiceerde hij in 1977 het boek Postlagernd Tampico, nadat al in 1967 een docudrama in vijf delen (Im Busch von Mexiko) op televisie was verschenen, onder regie van Jürgen Goslar en met Heidemann in zijn eigen rol.

## Valse dagboeken van Hitler
De laatste gasten aan boord van de Carin II waren begin april 1981 vertegenwoordigers van de uitgeverij Gruner + Jahr van de Stern en de hoofdredacteur geschiedenis van de Stern, Thomas Walde.
Op 25 april 1983 maakte Heidemann op een persconferentie bekend dat hij het dagboek van Hitler gevonden had. Een negental boeken op A4-formaat zou door een Duits generaal gered zijn uit een neergestort vliegtuig dat bezittingen van Hitler van Berlijn naar Berchtesgaden moest vliegen en ze zouden jarenlang in een schuur in Oost-Duitsland verborgen geweest zijn en vervolgens in piano's naar West-Duitsland gesmokkeld.

De uitgeverij Gruner + Jahr van de Stern betaalde Heidemann 9,3 miljoen Duitse Mark. Drie dagen later publiceerde de Stern uittreksels uit de dagboeken, nadat experts, waaronder de Zwitser Max Frei en de Brit Hugh Trevor-Roper, Lord Dacre, de dagboeken authentiek hadden bevonden.
Heidemann had de dagboeken verkregen van Konrad Kujau, die ze in het handschrift van Hitler vervalst had.
Hugh Trevor-Roper, Lord Dacre, een van de deskundigen die de dagboeken eerst authentiek verklaard had, kwam later op zijn verklaring terug.
Toen vervolgens uit analyse van het taalgebruik, het papier en de inkt de dagboeken vals bleken te zijn, ontsloeg de Stern Heidemann.
In juli 1985 veroordeelde de rechtbank van Hamburg Heidemann tot vier jaar en acht maanden gevangenisstraf, mede vanwege verduistering van gelden die Stern voor de dagboeken had betaald. Konrad Kujau beweerde voor de rechtbank, dat hij daarvan maar 2,4 miljoen Duitse Mark ontvangen had. Heidemann beschikte over bandopnamen in zijn voordeel, maar mocht die niet afspelen voor de rechtbank, omdat er geen gerechtelijke toestemming was geweest voor telefoontap. Zijn verzoek tot herziening van het proces werd in 1986 zonder reden geweigerd.

## Stasi
In 2002 schreef Der Spiegel dat Heidemann onder de schuilnaam "Gerhard" 33 jaar informant geweest was voor de Stasi. Heidemann gaf toe dat hij in 1953 door een officier van de Stasi benaderd was om verslag uit te brengen over de Amerikaanse kernwapens in Duitsland toen hij in Oost-Berlijn een visum aanvroeg voor het Wereldfestival voor jeugd en studenten te Boekarest. Terug in Hamburg had hij dit gemeld aan het Bundesamt für Verfassungsschutz en de voorzitter had hem toen verzocht om de verbinding met de Stasi te onderhouden.

## Armoede
In 2008 verklaarde Heidemann: "Ik ben gezond, ik ben met pensioen en krijg € 350 per maand van de sociale zekerheid. Ze betalen ook de huur en mijn ziekteverzekering."
Heidemann overleed op 9 december 2024 op 93-jarige leeftijd.
Na Heidemanns dood werd zijn collectie documenten met betrekking tot de Tweede Wereldoorlog aangekocht door de Hoover Institution Library and Archives van de Stanford-universiteit. Onder meer bevat deze negen niet eerder gepubliceerde cassettes met geluidsopnamen van een ontmoeting in 1979 tussen Gestapo Chef Klaus Barbie en SS Generaal Karl Wolff, waarin zij hun handelingen gedurende de Nazi-periode openlijk bespraken. De opnames en foto's van de ontmoeting waren gemaakt door Heidemann. In mei 2025 toonde de WNL-documentaire De Barbie Tapes, van de hand van Foeke de Koe, hoe de opnames tot stand kwamen en hoe sommige van de oorlogsmisdadigers na de oorlog leefden. Ook liet deze de belangrijkste citaten horen uit de ontmoeting tussen Barbie en Wolff.